# Högerhaus (Meppen)

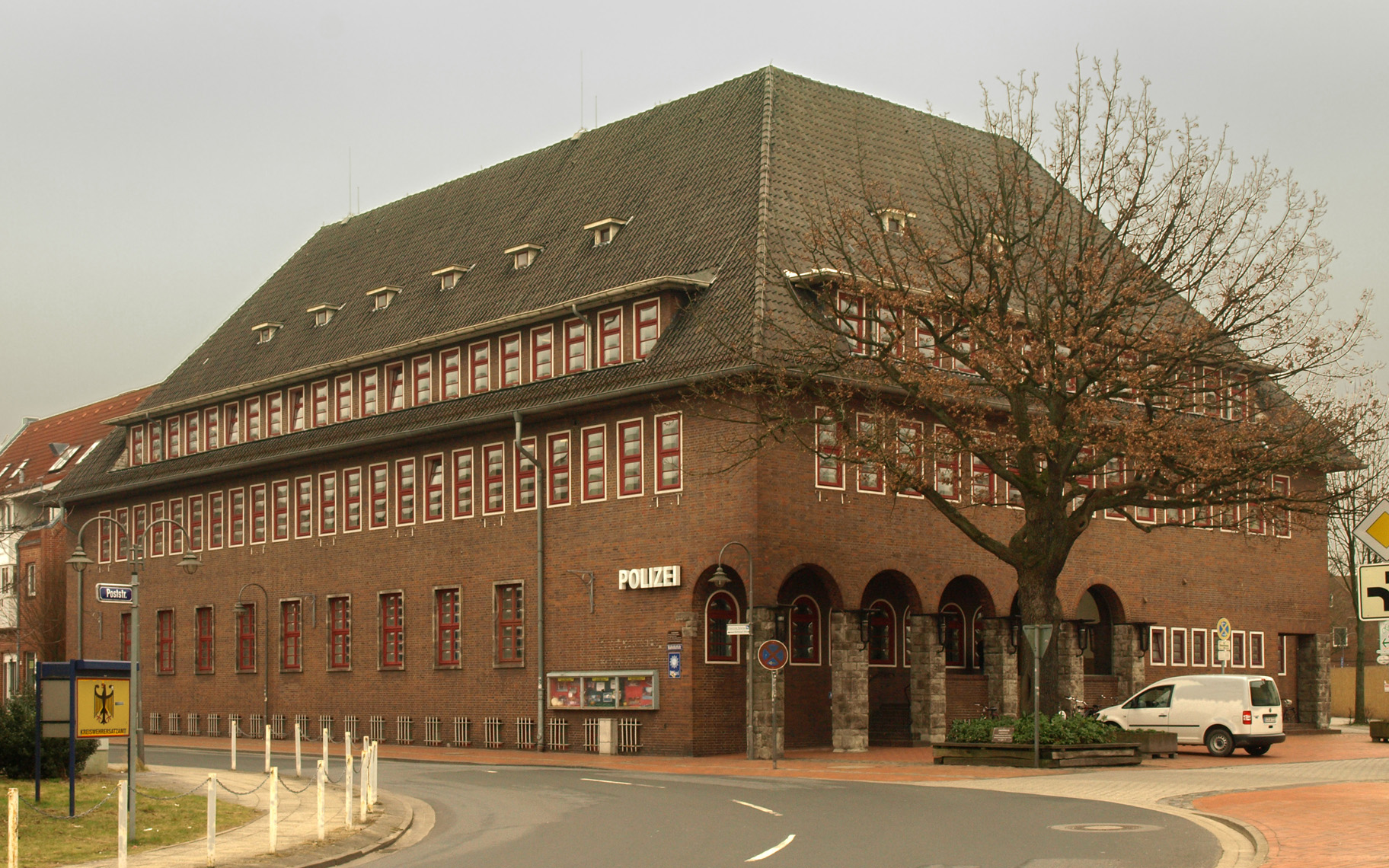
Das Högerhaus im Jahr 2012

Das 1937 fertiggestellte Högerhaus steht in der Bahnhofstraße in Meppen. Der Name geht auf den Architekten Fritz Höger zurück, der das Haus entworfen hat. 

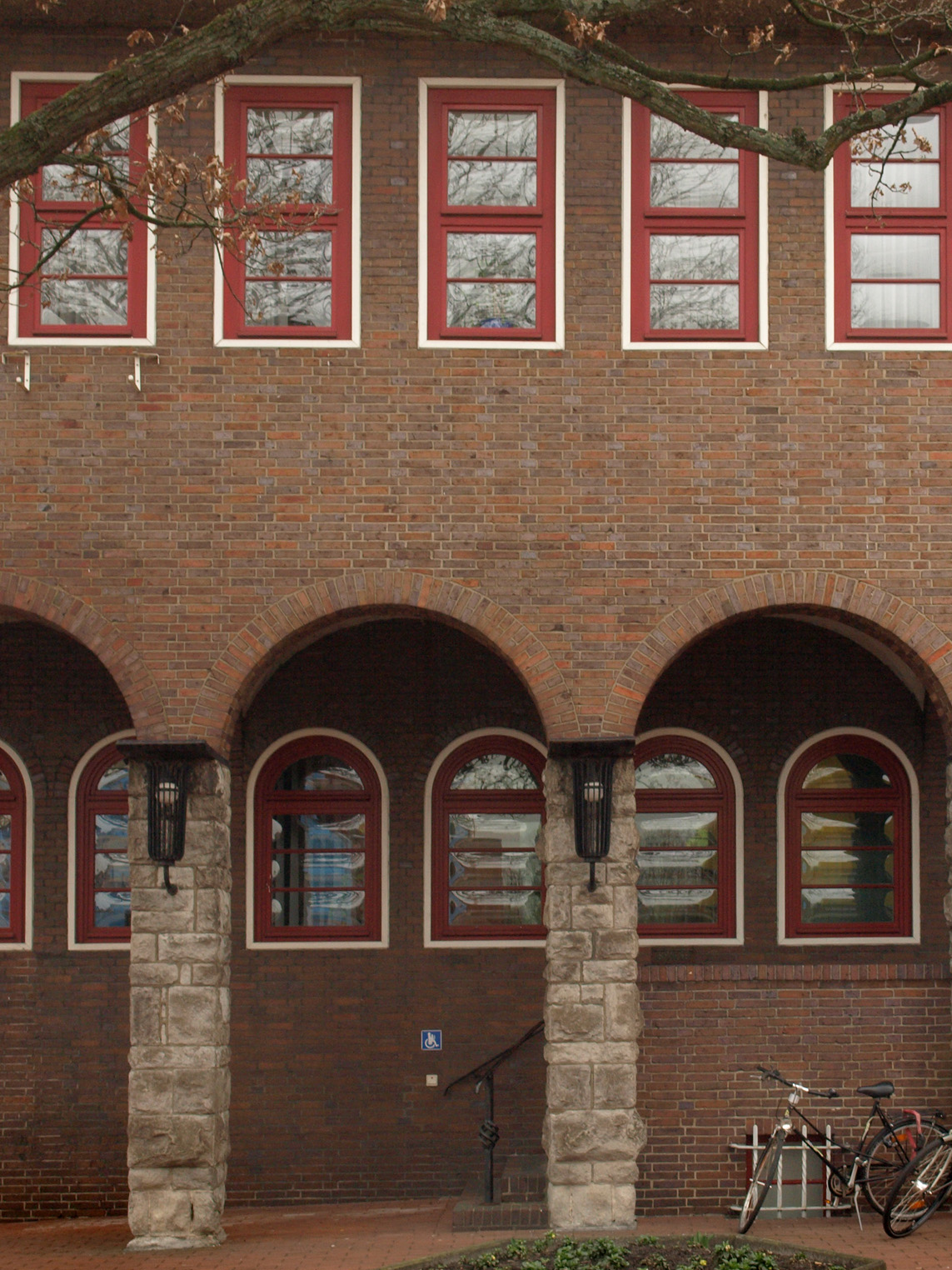
Bogengang
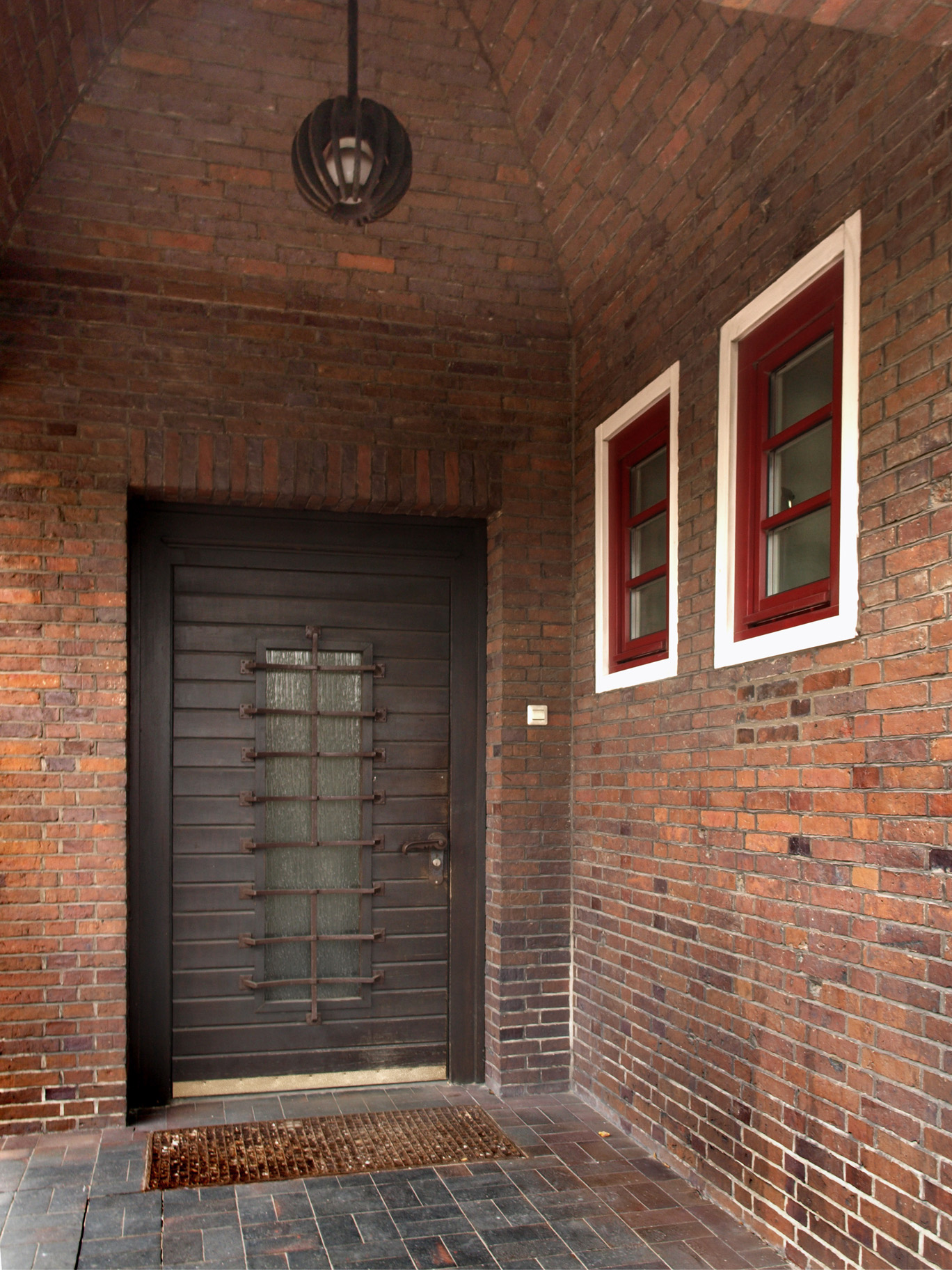
Südosteingnag

## Vorgeschichte
Die Auftragsvergabe zum Bau ist das Ergebnis einer Ausschreibung der Kreissparkasse Meppen und des Landkreises Meppen aus dem Jahr 1935. Sieben Architekten reichten Entwürfe ein, unter ihnen Fritz Höger, für dessen Projekt sich die Jury entschied. 1936 erfolgte der erste Spatenstich. Die Baukosten beliefen sich am Ende auf 300.000 Reichsmark.

## Bezug zum Nationalsozialismus
Professor Fritz Höger war zur Zeit der Weimarer Republik einer der führenden Architekten des Backsteinexpressionismus. Er sympathisierte früh mit den Nationalsozialisten und trat schon 1932 in die Partei ein. Das Richtfest und die Einweihung des Baus in Meppen gerieten zu Propagandaveranstaltungen für den jungen NS-Staat.

## Baubeschreibung
Das Haus ist ein zweiflügeliger, zweigeschossiger Backsteinbau, der eine Nutzfläche von 2200 Quadratmetern bietet. Das steile Walmdach ist mit Gaubenbändern versehen. Als Mauersteine wurden handgestrichene Rasteder Klinker verwendet. In die Südwestfront ist ein Bogengang eingezogen. Dessen Rundbögen werden durch massive Pfeiler aus Naturwerkstein gestützt. Im Bogengang sind auch die Fenster rundbogig, während sonst überall schmale Rechteckfenster vorherrschen, die mit Butzenscheiben verglast sind.

## Nutzung
Ursprünglich beherbergte das Gebäude im Erdgeschoss die Sparkasse und in den oberen Räumen die Kreisverwaltung. Später kam noch das Landratsamt des Altkreises Meppen dazu. Nachdem die Stadt 1982 das Gebäude vom neuen Landkreis Emsland gekauft hatte, zog ab 1985 die Polizei als Mieterin dort ein. 2015 erfolgte eine Grundsanierung des unter Denkmalschutz stehenden Gebäudes.